# Spoorlijn Longwy - Villerupt-Micheville
De Spoorlijn Longwy - Villerupt-Micheville is een voormalige spoorlijn tussen Longwy en Villerupt in Frankrijk. De spoorlijn was 17,5 km lang en had als lijnnummer 203 000.

## Geschiedenis
De spoorlijn is aangelegd door de Chemins de Fer de l'Est en geopend op 13 april 1878. In 1978 is het gedeelte tussen Hussigny-Godbrange en Villerupt-Micheville gesloten, gevolgd door het gedeelte tussen Saulnes en Hussigny-Godbrange in 1985. Thans is de volledige lijn opgebroken.

## Aansluitingen
In de volgende plaatsen was er een aansluiting op de volgende spoorlijnen:
Longwy
RFN 202 000, spoorlijn tussen Longwy en Villerupt-Micheville
Hussigny-Godbrange
RFN 196 000, spoorlijn tussen Audun-le-Tiche en Hussigny-Godbrange
Villerupt-Micheville
RFN 220 000, spoorlijn tussen Valleroy-Moineville en Villerupt-Micheville